# Becquigny (Somme)
Pour les articles homonymes, voir Becquigny.
Becquigny est une commune française située dans le département de la Somme en région Hauts-de-France.

## Géographie

### Localisation
Becquigny est un village picard de l'Amiénois et de la région naturelle du Santerre.
À vol d'oiseau, la localité est située à 7 km au nord-est de Montdidier, 12 km à l'ouest de Roye, 32 km au sud-est d'Amiens, 34 km au nord-ouest de Compiègne et à 48 km au nord-est de Beauvais.
Le territoire de la commune est limitrophe de ceux de sept communes.
Les communes limitrophes sont  Arvillers, Davenescourt, Fignières, Guerbigny, Lignières, Warsy et Ételfay.

### Hydrographie

#### Réseau hydrographique
La commune est située dans le bassin Artois-Picardie. Elle est drainée par l'Avre.
L'Avre, d'une longueur de 66 km, prend sa source dans la commune de Amy, à 81 m d'altitude, et se jette  dans la Somme à Longueau, à 24 m d'altitude, après avoir traversé 31 communes.

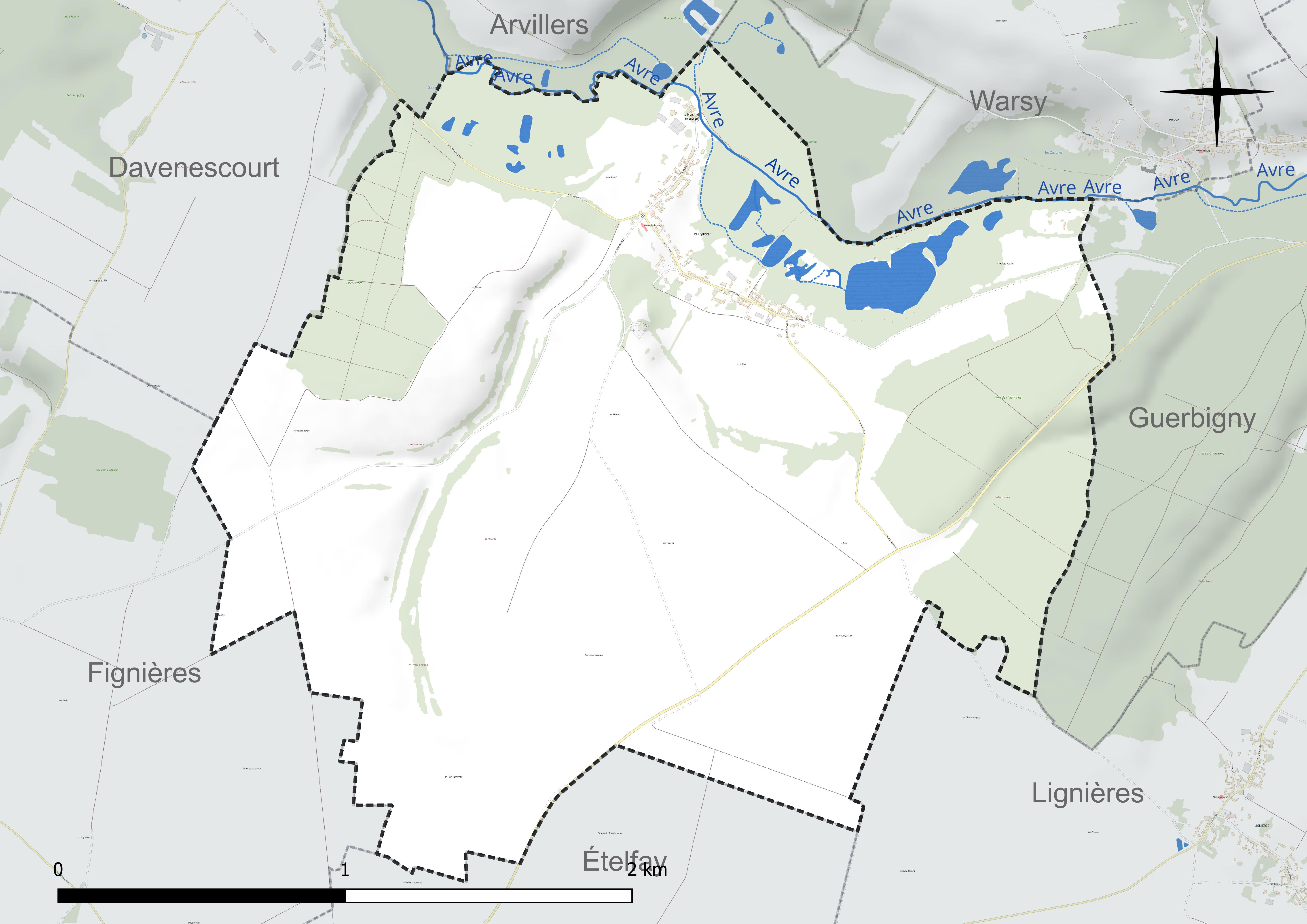
Réseau hydrographique de Becquigny.

#### Gestion et qualité des eaux
Le territoire communal est couvert par le schéma d'aménagement et de gestion des eaux (SAGE) « Somme aval et Cours d'eau côtiers ». Ce document de planification concerne un territoire de 1 835 km2 de superficie, délimité par le bassin versant de la Somme canalisée. Le périmètre a été arrêté le 29 avril 2010 et le SAGE proprement dit a été approuvé le 6 août 2019. La structure porteuse de l'élaboration et de la mise en œuvre est le syndicat mixte d'aménagement hydraulique du bassin versant de la Somme (AMEVA).
La qualité des cours d'eau peut être consultée sur un site dédié géré par les agences de l'eau et l'Agence française pour la biodiversité.

### Climat
Pour des articles plus généraux, voir Climat des Hauts-de-France et Climat de la Somme.
En 2010, le climat de la commune est de type climat océanique dégradé des plaines du Centre et du Nord, selon une étude du CNRS s'appuyant sur une série de données couvrant la période 1971-2000. En 2020, Météo-France publie une typologie des climats de la France métropolitaine dans laquelle la commune est exposée à un climat océanique et est dans la région climatique Nord-est du bassin Parisien, caractérisée par un ensoleillement médiocre, une pluviométrie moyenne régulièrement répartie au cours de l'année et un hiver froid (3 °C).
Pour la période 1971-2000, la température annuelle moyenne est de 10,5 °C, avec une amplitude thermique annuelle de 14,4 °C. Le cumul annuel moyen de précipitations est de 724 mm, avec 11,7 jours de précipitations en janvier et 8,2 jours en juillet. Pour la période 1991-2020, la température moyenne annuelle observée sur la station météorologique la plus proche, située sur la commune de Rouvroy-en-Santerre à 10 km à vol d'oiseau, est de 10,8 °C et le cumul annuel moyen de précipitations est de 635,8 mm,. Pour l'avenir, les paramètres climatiques de la commune estimés pour 2050 selon différents scénarios d'émission de gaz à effet de serre sont consultables sur un site dédié publié par Météo-France en novembre 2022.

## Urbanisme

### Typologie
Au 1er janvier 2024, Becquigny est catégorisée commune rurale à habitat dispersé, selon la nouvelle grille communale de densité à sept niveaux définie par l'Insee en 2022.
Elle est située hors unité urbaine. Par ailleurs la commune fait partie de l'aire d'attraction de Montdidier, dont elle est une commune de la couronne,. Cette aire, qui regroupe 23 communes, est catégorisée dans les aires de moins de 50 000 habitants,.

### Occupation des sols
L'occupation des sols de la commune, telle qu'elle ressort de la base de données européenne d'occupation biophysique des sols Corine Land Cover (CLC), est marquée par l'importance des territoires agricoles (73,2 % en 2018), en augmentation par rapport à 1990 (67,1 %). La répartition détaillée en 2018 est la suivante : 
terres arables (67,1 %), forêts (24,1 %), zones agricoles hétérogènes (6,1 %), eaux continentales (2,7 %). L'évolution de l'occupation des sols de la commune et de ses infrastructures peut être observée sur les différentes représentations cartographiques du territoire : la carte de Cassini (XVIIIe siècle), la carte d'état-major (1820-1866) et les cartes ou photos aériennes de l'IGN pour la période actuelle (1950 à aujourd'hui).

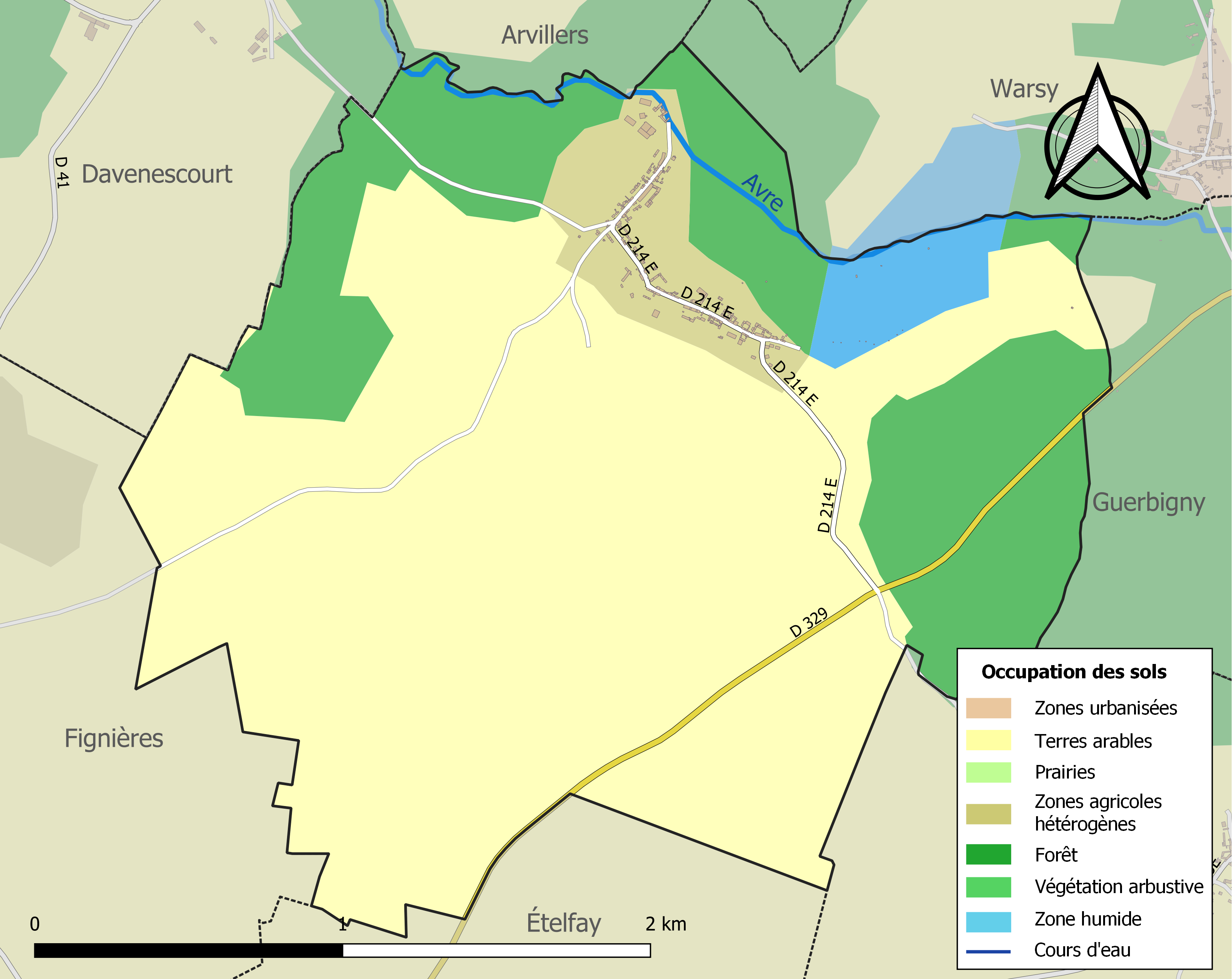
Carte des infrastructures et de l'occupation des sols de la commune en 2018 (CLC).

## Toponymie
Le nom de la localité est attesté sous les formes Bekenies (1119.) ; Bekegnies (1163.) ; Bequegnies (1218.) ; Besquegnies (1255.) ; Becquegnies (1364.) ; Bequignies (1380.) ; Becquignies (1497.) ; Becquigny (1567.) ; Boquequier (1648.) ; Becquegnier (1657.) ; Bequigny (XVIe siècle.) ; Becquigni (1694.) ; Bequigni (1733.) ; Bequignie (1761.).
L'étymologie de ce toponyme provient de l'agglutination du nom de personne germain bicco et du suffixe -in-iacas (terras) qui signifie la « terre de bicco » (quémandeur).

## Histoire
Des fouilles archéologiques ont permis de mettre au jour des substructions gallo-romaines.
Le village, cité pour la première fois en 1119, fut reconstruit après une destruction en 1163. Il appartenait à l'abbaye Saint-Corneille de Compiègne. La Maison de Roye en détenait la seigneurie. Le village a connu une présence templière.
Becquigny a subi les ravages de la Première Guerre mondiale.

## Politique et administration
| Période                                  | Période                       | Identité                    | Étiquette | Qualité                        |
| ---------------------------------------- | ----------------------------- | --------------------------- | --------- | ------------------------------ |
| 1895                                     |                               | Jean François Xavier Brulin |           | Cultivateur                    |
| Les données manquantes sont à compléter. |                               |                             |           |                                |
| mars 2001                                | 2014                          | Denis Soufflet              |           |                                |
| 2014                                     | En cours (au 2 décembre 2020) | Philippe d'Hulst            |           | Réélu pour le mandat 2020-2026 |

## Population et société

### Démographie
L'évolution du nombre d'habitants est connue à travers les recensements de la population effectués dans la commune depuis 1793. Pour les communes de moins de 10 000 habitants, une enquête de recensement portant sur toute la population est réalisée tous les cinq ans, les populations de référence des années intermédiaires étant quant à elles estimées par interpolation ou extrapolation. Pour la commune, le premier recensement exhaustif entrant dans le cadre du nouveau dispositif a été réalisé en 2007.

En 2022, la commune comptait 116 habitants, en évolution de −7,2 % par rapport à 2016 (Somme : −1,26 %, France hors Mayotte : +2,11 %).
| 1793 | 1800 | 1806 | 1821 | 1831 | 1836 | 1841 | 1846 | 1851 |
| ---- | ---- | ---- | ---- | ---- | ---- | ---- | ---- | ---- |
| 246  | 165  | 266  | 292  | 283  | 291  | 274  | 286  | 283  |

| 1856 | 1861 | 1866 | 1872 | 1876 | 1881 | 1886 | 1891 | 1896 |
| ---- | ---- | ---- | ---- | ---- | ---- | ---- | ---- | ---- |
| 249  | 249  | 235  | 217  | 225  | 212  | 189  | 177  | 163  |

| 1901 | 1906 | 1911 | 1921 | 1926 | 1931 | 1936 | 1946 | 1954 |
| ---- | ---- | ---- | ---- | ---- | ---- | ---- | ---- | ---- |
| 137  | 169  | 189  | 137  | 156  | 147  | 155  | 132  | 154  |

| 1962 | 1968 | 1975 | 1982 | 1990 | 1999 | 2006 | 2007 | 2012 |
| ---- | ---- | ---- | ---- | ---- | ---- | ---- | ---- | ---- |
| 141  | 142  | 105  | 103  | 97   | 99   | 104  | 105  | 108  |

| 2017 | 2022 | - | - | - | - | - | - | - |
| ---- | ---- | - | - | - | - | - | - | - |
| 131  | 116  | - | - | - | - | - | - | - |

### Enseignement
Les communes de Becquigny et Davenescourt gèrent l'enseignement primaire au sein d'un regroupement pédagogique intercommunal.

## Culture locale et patrimoine

### Lieux et monuments
- Dans le cimetière subsistent des ruines de l'ancienne église Saint-Martin. Son portail du XIIe siècle est un chef-d'œuvre de l'art roman[29]. Il est protégé en tant que monument historique, classement par arrêté du 29 août 1927[30].
- Église Saint-Martin datant de l'entre-deux-guerres : elle possède un retable-autel du XVIIe siècle qui proviendrait du collège des Jésuites d'Amiens. Il avait été installé dans l'ancienne église se trouvant dans le cimetière communal. Lors de sa destruction partielle au cours de la Grande Guerre, le retable a pu être démonté puis remonté dans le nouveau sanctuaire. L'église possède également un Christ en croix et des vitraux du maître verrier Jacques Grüber, l'un représentant saint Martin et l'autre saint Sébastien[31].

Le 8 mai 2025, grâce notamment à la Fondation du patrimoine, ont été inaugurées la restauration des ruines de l'ancienne église et celle du retable de l' église.

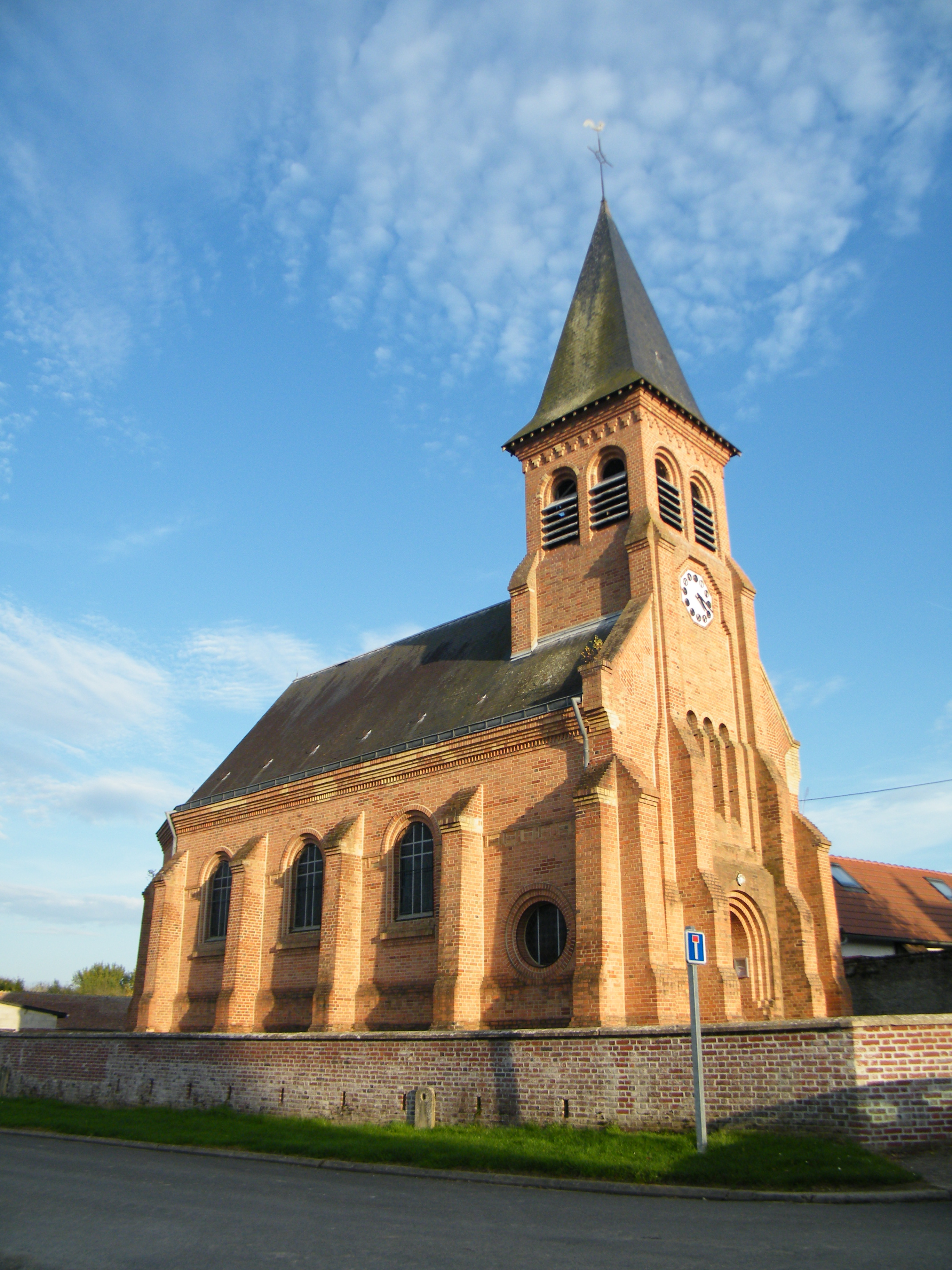
Saint-Martin.
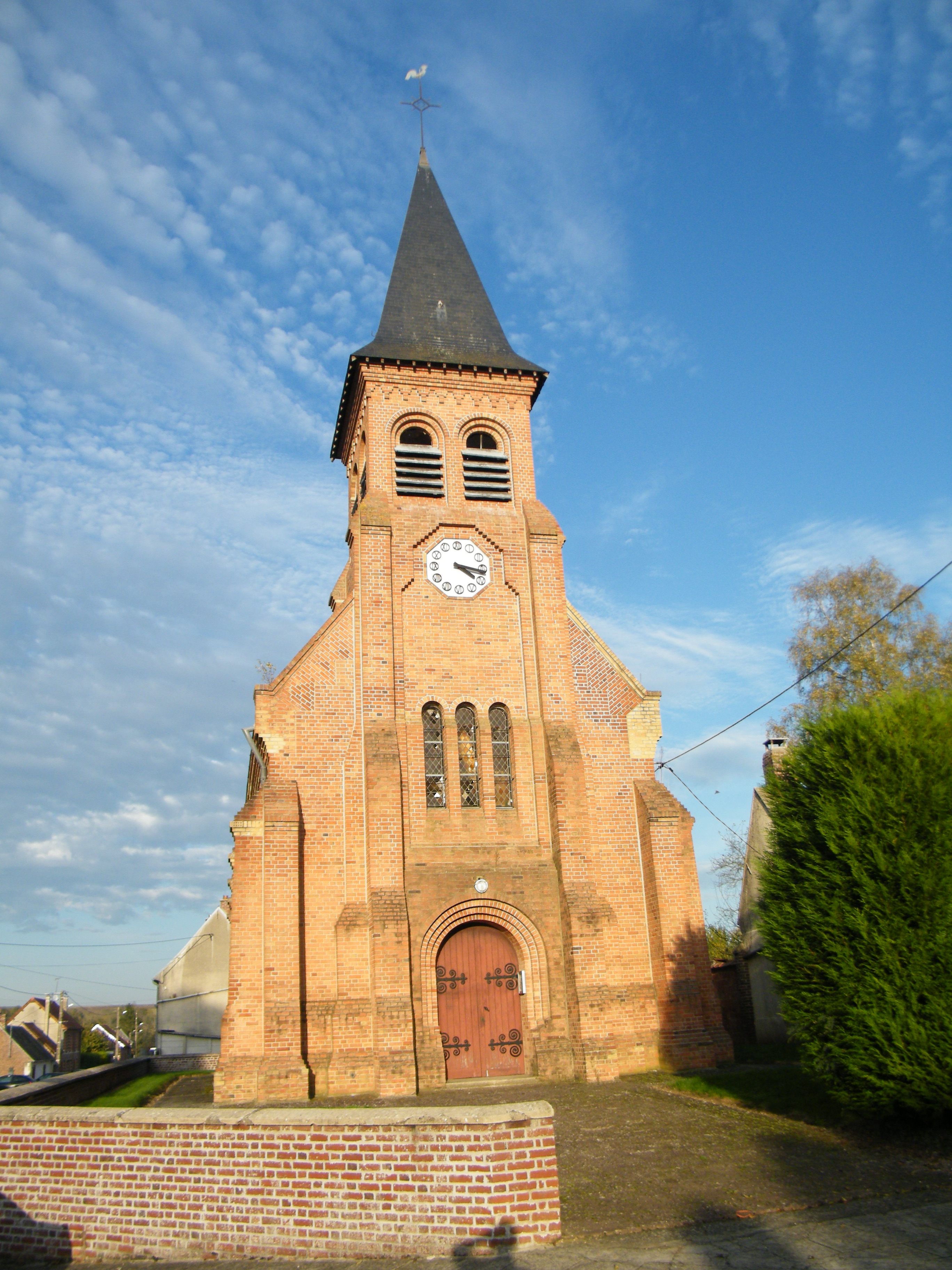
Autre vue de l'église.
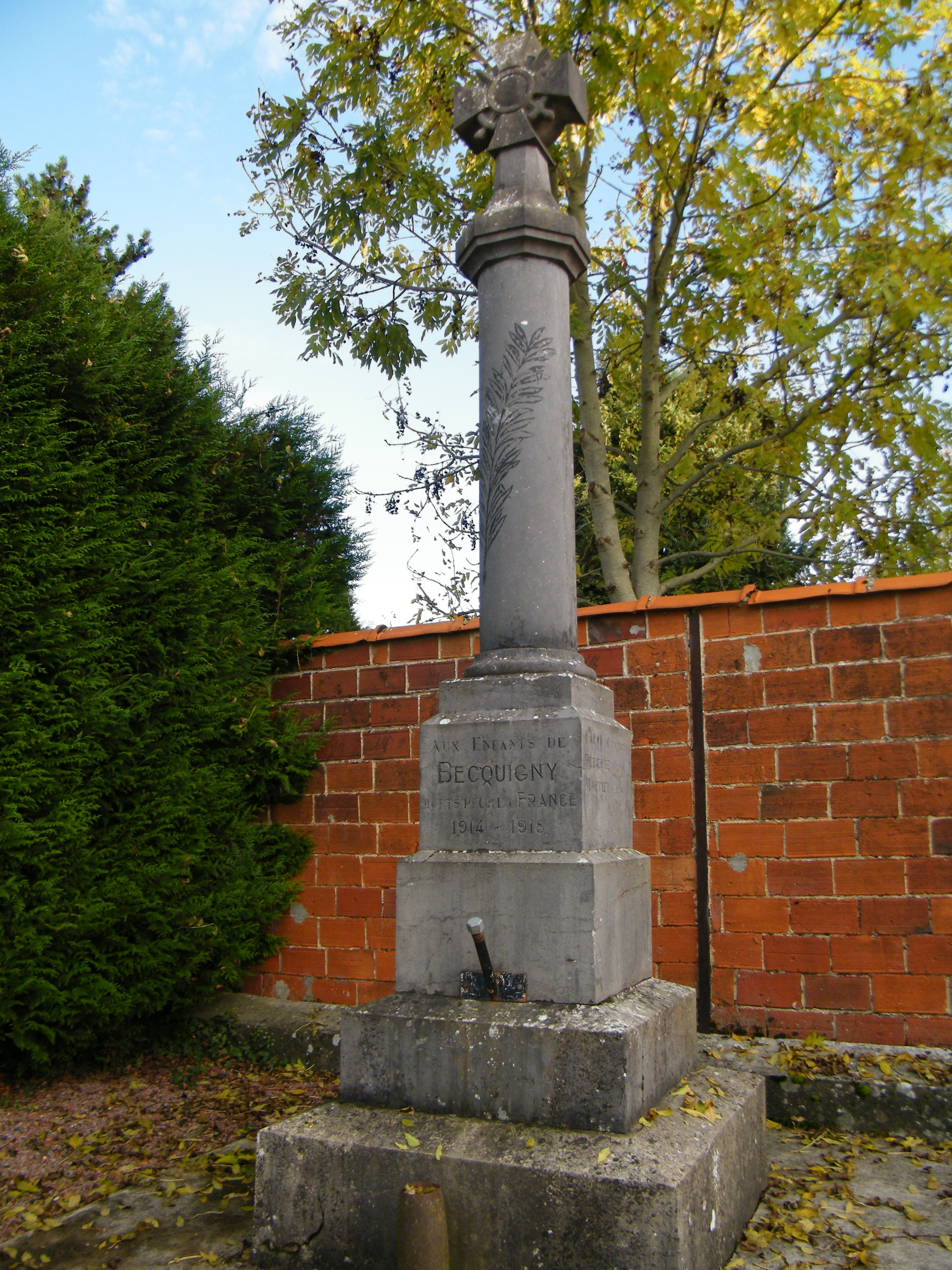
Monument aux morts.
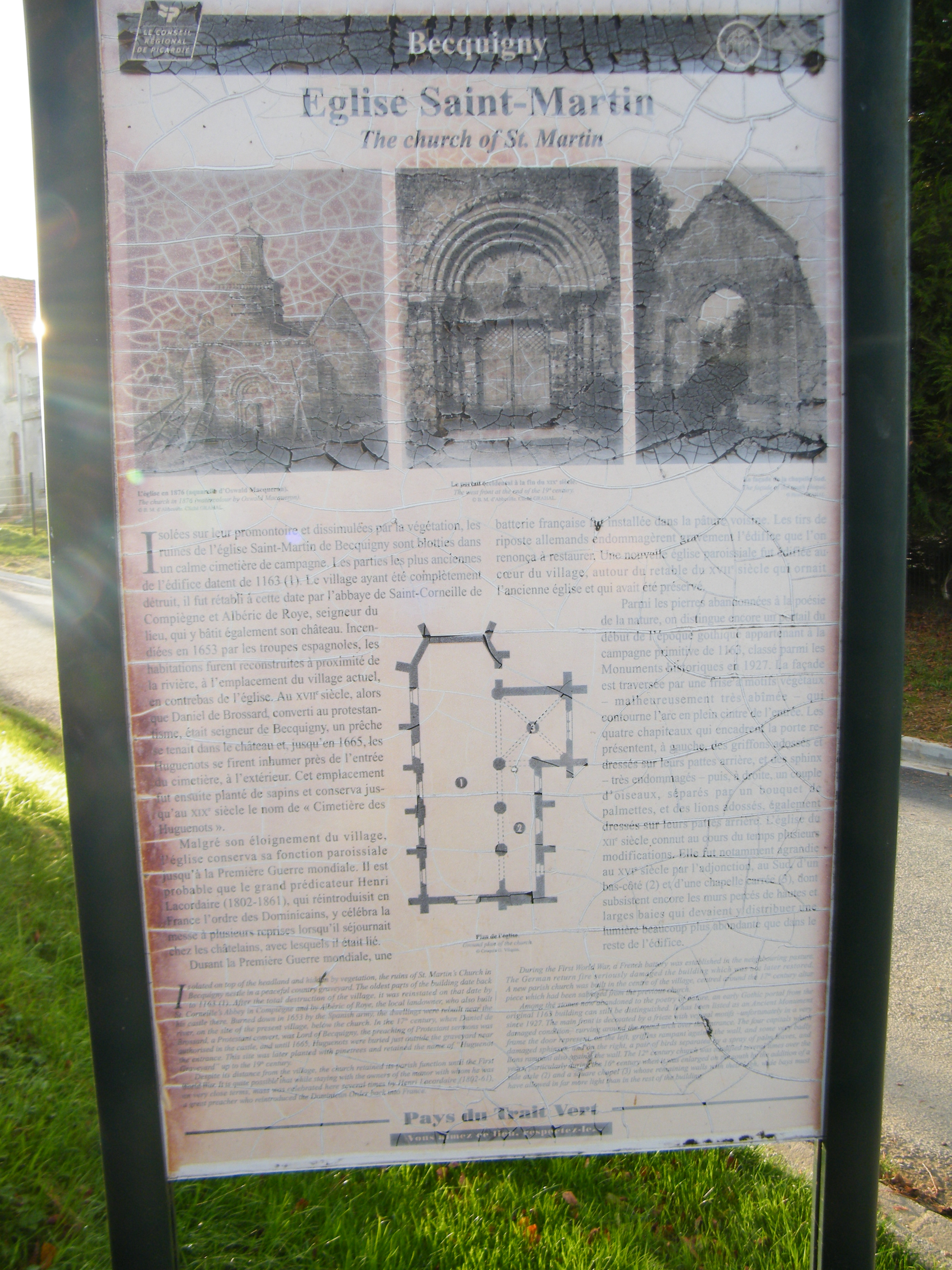
Histoire locale.